# Novoivànovski (Krasnodar)
|  | Per a altres significats, vegeu «Novoivànovski». |

Novoivànovski - Новоивановский (rus) és un possiólok, un poble, del krai de Krasnodar, a Rússia. Es troba a la vora esquerra del riu Kuban, a 25 km a l'oest de Gulkévitxi i a 116 km a l'est de Krasnodar, la capital.
Pertany al municipi de Kuban.